# Friedrich Klocke
Friedrich Klocke (* 28. Mai 1847 in Breslau; † 17. Juni 1884 in Marburg) war ein deutscher Mineraloge und Kristallograph.

## Leben
Friedrich Klocke besuchte die Realschule und das Gymnasium in Breslau, studierte an der Schlesischen Friedrich-Wilhelms-Universität Breslau und der Ruprecht-Karls-Universität Heidelberg und wurde am 16. Juni 1868 in Heidelberg zum Dr. phil. promoviert. Anschließend wirkte er noch bis zu seiner Heirat im Jahr 1870 als Assistent am Mineralogischen Institut der Universität Heidelberg. Ab 1870 widmete er sich zunächst selbständigen Untersuchungen, bis er sich dann doch 1873 an der Albert-Ludwigs-Universität in Freiburg im Breisgau für Mineralogie habilitierte. Friedrich Klocke wirkte ab 3. Juli 1873 als Privatdozent an der Albert-Ludwigs-Universität Freiburg, wurde am 2. August 1879 außerordentlicher Professor und 1881 als Nachfolger von Adolf von Koenen als ordentlicher Professor der Mineralogie und Petrographie und Direktor der mineralogischen Abteilung des mineralogischen Instituts an die Philipps-Universität Marburg berufen.
Der Schwerpunkt seiner wissenschaftlichen Betätigung lag im Bereich der Bearbeitung von kristallographischen Fragestellungen.
Friedrich Klocke erkrankte wenige Jahre später und wurde durch unaufhörliche Kopfschmerzen und beinahe vollständige Schlaflosigkeit außer Stande gesetzt weiter wissenschaftlich zu arbeiten.
Während seiner Krankheit und auch noch in der ersten Zeit nach seinem frühen Tod hielt sein damaliger Assistent und Student Reinhard Anton Brauns für ihn Vorlesungen und Übungen ab, bis 1884 der Mineraloge Max Bauer zu seinem Nachfolger in Marburg  berufen wurde.

## Schriften (Auswahl)
- Über das Vorkommen der Pseudomorphosen von Buntsandstein nach Kalkspath in den Umgebungen von Heidelberg. In: Neues Jahrbuch für Mineralogie, Geologie and Paläontologie, 1869, S. 714–720 (Digitalisat)
- Über die optische Structur des Eises. In: Neues Jahrbuch für Mineralogie, Geologie and Paläontologie, 1879, S. 272–285 (Digitalisat)
- mit Karl Richard von Koch: Ueber die Bewegung der Gletscher. In: Annalen der Physik und Chemie, 8, 12, Leipzig 1879, S. 661–666 (Digitalisat)
- mit Karl Richard von Koch: Ueber die Bewegung der Gletscher. II. Mittheilung. In: Berichte über die Verhandlungen der naturforschenden Gesellschaft zu Freiburg i. B. Band 8, Nr. 1. Freiburg i. B. 1882, S. 55–72 (Digitalisat).